# Luana (Iowa)
Luana es una ciudad ubicada en el condado de Clayton en el estado estadounidense de Iowa. En el Censo de 2010 tenía una población de 269 habitantes y una densidad poblacional de 98,73 personas por km².

## Geografía
Luana se encuentra ubicada en las coordenadas 43°3′34″N 91°27′21″O / 43.05944, -91.45583. Según la Oficina del Censo de los Estados Unidos, Luana tiene una superficie total de 2.72 km², de la cual 2.72 km² corresponden a tierra firme y (0%) 0 km² es agua.

## Demografía
Según el censo de 2010, había 269 personas residiendo en Luana. La densidad de población era de 98,73 hab./km². De los 269 habitantes, Luana estaba compuesto por el 99.26% blancos, el 0% eran afroamericanos, el 0% eran amerindios, el 0% eran asiáticos, el 0% eran isleños del Pacífico, el 0% eran de otras razas y el 0.74% pertenecían a dos o más razas. Del total de la población el 5.58% eran hispanos o latinos de cualquier raza.